# カレス・キャビア

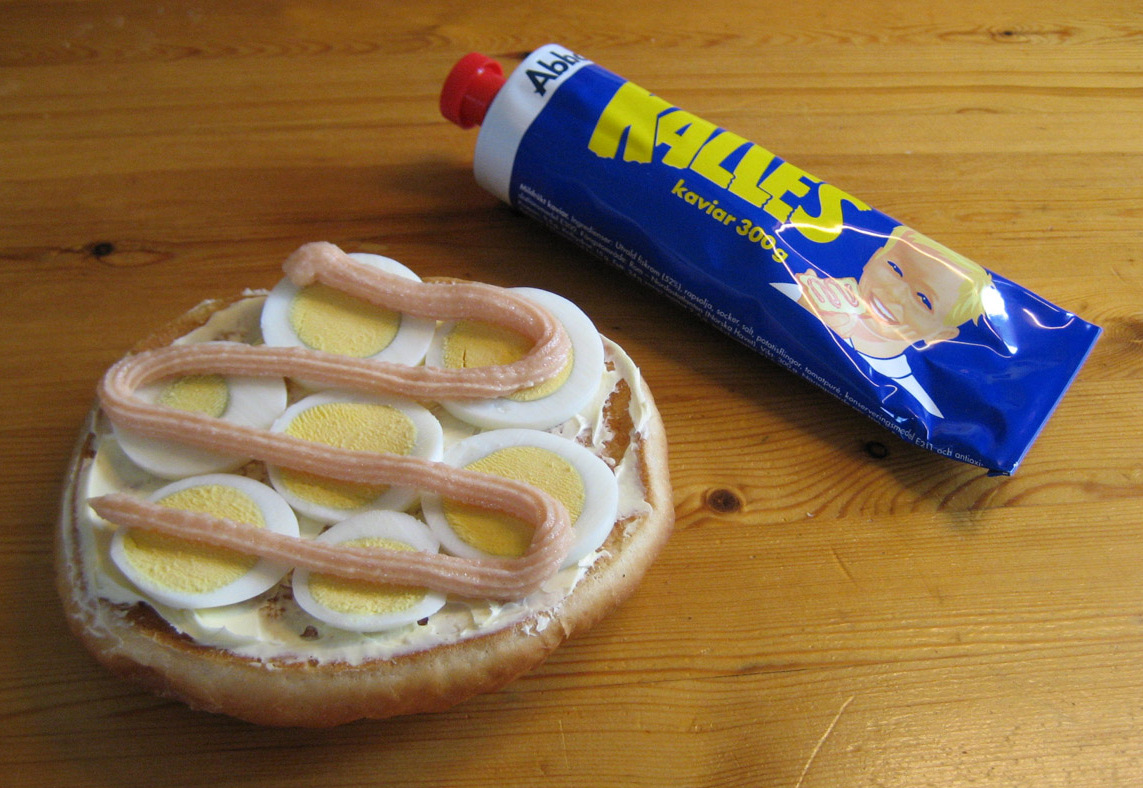
カレス・キャビア

カレス・キャビア（Kalles kaviar）は、スウェーデンのアバ・シーフードという会社が発売しているペースト商品。
スウェーデンのスーパーではよく目にすることのできる、リーズナブルなチューブ式のペーストで、パンなどに塗られる国民的な食品。中身はキャビアではなく、タラコを使ったクリーミーな塩味のペースト状のスプレッドである。

## 用途
パンや卵などに塗って食べる。

## 参照
- Abba Seafood